# 王宗宏
王宗宏，五代十国人物，前蜀将领。
王宗宏是前蜀高祖王建的养子。天汉元年（917年）前蜀针对北方的岐国进行军事布局。七月初三，王建任命桑弘志为西北面第一招讨，王宗宏为东北面第二招讨。七月十六日，任命兼中书令王宗侃为东北面都招讨，武信节度使刘知俊为西北面都招讨。